# Раймон I (граф Мельгёя)

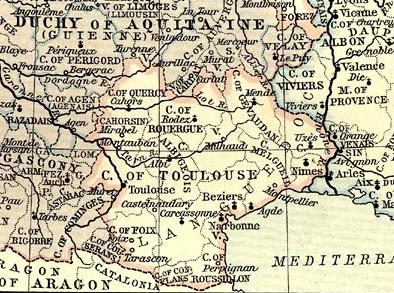
Графство Мельгёй на карте Тулузского графства

Раймон I (Raymond I de Melgueil) (ум. не позднее 1079) — граф Мельгёя.
Сын Бернара III и его жены Аделы (Салы). В сохранившихся до настоящего времени архивных документах прижизненно упоминается единственный раз — в хартии на передачу собственности Магелонской епархии от 24 декабря 1055 года, вместе с матерью и женой: «Adella comitissa et filius meus Raimundus et uxor eius Beatrix» (Адела графиня и сын мой Раймон и жена его Беатриса).
Согласно Europäische Stammtafeln, его жена — Беатрикс де Пуату, дочь герцога Аквитании Гильома V Великого и его третьей жены Агнессы де Макон. Однако представляется маловероятным, что такой могущественный сеньор выдаст дочь за графа Мельгёя, особенно если учесть, что его другая дочь Агнесса была женой короля Германии.
Дети Раймона I и Беатрикс:
- Пьер (ум. после 1085), граф де Мельгёй,
- Юдит (ум. после 1096). С не позднее 14 мая 1068 жена графа Оверни Роберта II.

Также их дочерью считается:
- Эрменгарда, первый муж — Бернар Гийлем IV, сеньор Монпелье. Второй муж — Раймон, сеньор д’Андюз.

Однако в таком случае получается, что сын Эрменгарды Гийлем V был помолвлен с её племянницей, что маловероятно.
На карте графство Мельгёй указано в составе Тулузского графства. На самом деле оно относилось к королевству Арелат, после распада которого оказалось суверенным. В 1085 году сын Раймона I Пьер де Мельгёй, чтобы обезапасить свои владения от экспансионизма Тулузы, признал себя вассалом Римского папы.